# Shripad Amrit Dange
Shripad Amrit Dange (10 d'octubre de 1899 – 22 de maig de 1991) va ser un membre fundador del Partit Comunista de l'Índia (CPI) i un aliat del moviment sindical indi.
Durant el Raj britànic, Dange va ser arrestat per les autoritats britàniques per activitats comunistes i sindicals i va ser empresonat per un període total de 13 anys. Després de la independència de l'Índia, una sèrie d'esdeveniments com la Ruptura Sinosoviètica, la Guerra sinoíndia i la revelació que, mentre estava a la presó, Dange havia escrit cartes al govern britànic oferint-li cooperació, va provocar una escissió al Partit Comunista de l'Índia el 1964. El Partit Comunista de l'Índia (marxista) (CPI (M)) es va fer més fort tant pel que fa a membres com a la seva actuació a les eleccions índies. Dange, que va romandre president de l'IPC fins al 1978, va ser destituït aquell any perquè la majoria dels treballadors del partit estaven contra la línia política de Dange de donar suport al Congrés Nacional Indi i a Indira Gandhi, la primera ministra del Congrés. Va ser expulsat del CPI el 1981. Es va incorporar al Partit Comunista de l'Índia (AICP) i més tard al Partit Comunista Unit de l'Índia. Cap al final, Dange es va marginar cada cop més en el moviment comunista indi. També va ser un escriptor molt conegut i va ser el fundador de Socialist el primer setmanari socialista de l'Índia. Dange va tenir un paper important en la formació de l'estat de Maharashtra.